# Église Saint-Hermeland de Bouaye
L'église Saint-Hermeland est un édifice religieux catholique situé à Bouaye dans le département de la Loire-Atlantique en France.

## Généralités
L'église Saint-Hermeland est située au centre du bourg de Bouaye. Il s'agit d'un édifice au plan en croix latine en béton à nef unique, sans bas-côtés, traversée d'un transept. La façade principale de l'église est triangulaire, sans ornement, traversée en son centre par un clocher effilé terminé par une croix. Les toits, très pentus, sont recouverts d'ardoise. Les façades du chevet et des deux extrémités du transept sont occupées en quasi-totalité par des verrières figuratives triangulaires.
L'église comporte deux groupes d'objets protégés au titre des monuments historiques :
- une bannière de procession représentant saint Hermeland (milieu du XIXe siècle[2]),
- une chasuble, une étole, une pale, une bourse et un manipule (1702[3]).

L'église est dédiée à Hermeland d'Indre.

## Historique
La première église de Bouaye est édifiée au XVIIe siècle ; elle est endommagée pendant en 1944 pendant les combats de la poche de Saint-Nazaire. La construction d'une nouvelle église est entreprise en 1957 ; elle est achevée en 1961. L'ancienne église, transformée en chapelle de cimetière, est finalement détruite en 1969. Le nouvel édifice est l'oeuvre ds architectes Jean Boquien et Georges Ganuchaud.
L'église est labellisée « Patrimoine du XXe siècle » en 2014, label transformé en « Architecture contemporaine remarquable » en 2016.